# دردار صغير الأوراق
دردار صغير الأوراق (الاسم العلمي:Ulmus parvifolia) هو نوع نباتي يتبع جنس الدردار من فصيلة الدردارية.